# Prince Aldy Soussou Ilendo
Prince Aldy Soussou Ilendo (né le 25 mai 2003) est un footballeur international congolais, qui joue au poste de milieu de terrain et Avant-Centre au United FC.

## Biographie

### Carrière en club
Né en République du Congo, Prince Soussou est formé par le Diables Noirs, où il commence sa carrière professionnelle dans le championnat du Congo,. Il joue cinq matchs en Ligue des champions de la CAF en entrant en jeu lors des phases de groupes,.

### Carrière en sélection
Prince Soussou est international junior avec la république du Congo, prenant part à la Coupe d'Afrique des nations des moins de 20 ans 2023.
Il joue en tant que numéro 10 pour l’équipe du Congo, inscrivant un but dans la compétition contre le Soudan du Sud. Il délivre également deux passes décisives contre l’Ouganda, ce qui permet à son équipe de revenir à égalité. Il se voit élu homme du match. Il figure dans l'équipe type de la phase de groupe et même du tournoi.
Prince est convoqué pour jouer aux Football aux Jeux de la Francophonie 2023 au Congo pour son premier match il inscrit un doublé.
Il est convoqué avec l’équipe U23 du Congo pour jouer l’Coupe d'Afrique des nations de football des moins de 23 ans 2023 en vue d’une possible qualification pour les Football aux Jeux olympiques d'été de 2024.

## Distinctions personnelles
- Figure dans l'équipe type de la Can U20 2023